# Saint-Hubert (Bèlgica)
Saint-Hubert (en való Sint-Houbert) és un municipi belga de la província de Luxemburg a la regió valona, a 61 kilòmetres al sud de Namur i 60 kilòmetres al nord d'Arlon. Limita amb Libin, Libramont-Chevigny, Nassogne, Sainte-Ode, Tellin, i Tenneville.

## Pobles
Arville, Awenne, Hatrival, Mirwart, Saint-Hubert i Vesqueville.

## Història
Fins que el 825 el bisbe de Lieja Valcand va transferir el cos del sant Hubert de Lieja com a base del monestir benedictí, el poble es deia Andagia. L'abadia, que va ser suprimida a la revolució francesa el 1797, va tenir un paper important en el desenvolupament econòmic de Saint-Hubert.